# 红旗满族乡 (绥化市)
红旗满族乡是中华人民共和国黑龙江省绥化市北林区下辖的一个民族乡。

## 行政区划
红旗满族乡下辖以下村级行政区划单位：
红发村、红二村、红四村、红五村和红胜村。